# Meisa Kuroki
Pour les articles homonymes, voir Kuroki.
Meisa Kuroki (黒木 メイサ, Kuroki Meisa), de son vrai nom Satsuki Shimabukuro (島袋 さつき, Shimabukuro Satsuki), est une actrice, mannequin et chanteuse japonaise née le 28 mai 1988 à Nago, dans la préfecture d'Okinawa.
Elle est représentée par l’agence Sweet Power et produite par Sony Music Japon. Elle a également été mannequin pour le magazine de mode japonais JJ, et est aussi la représentante actuelle du Japon pour Giorgio Armani. Elle est apparue dans de nombreux téléfilms, publicités, films et pièces de théâtre.

## Carrière
En février 2004, elle fait ses débuts d’actrice dans le premier rôle des pièces Kita-ku Tsuka Kohei Gekidan Butai et Atami Satsujin JIken Pjonyang Kara Kita Onna Keiji. Depuis ses débuts, elle a continué à jouer au théâtre, dans des films et des téléfilms.
En 2006, elle a joué dans Chakushin Ari Finale, le dernier film de la série Chakushin Ari.
En 2007, elle a reçu le prix de la révélation de l’année lors du prestigieux 44e congrès annuel des Awards Golden Arrow. La même année, elle est apparue dans le dessin animé en images de synthèse de Fumihiko Sori, Vexille. Kuroki est aussi apparue avec son ami proche Maki Horikita sur les recueils de photos de Shinoyama Kishin et dans le court-métrage : Kimi no Yubisaki.
En 2009, Kuroki a été choisie comme visage japonais de la marque de mode internationale Emporio Armani, et figure aussi dans de nombreux événements pour la marque partout dans le monde,. Elle a joué dans Dance, Subaru!, l’adaptation cinématographique du manga Subaru de Masahito Soda, produite par le producteur Bill Kong, ainsi que dans Assault Girls, réalisé par Mamoru Oshii.
En 2010, Kuroki a été choisie comme visage international de la marque française de cosmétiques L’Oréal.
Son morceau Wired Life a été choisi pour être le générique de fin de l'animé Ao No Exorcist (Blue Exorcist en France).

## Vie privée
Le 2 février 2012, elle épouse Jin Akanishi (ancien membre du groupe KAT-TUN). Ils deviennent parents d'une petite fille, Theia (テイアー), le 23 septembre 2012. Ils accueillent leur second enfant Kurumu, un garçon, le 6 juin 2017. Le 25 décembre 2023, Kuroki et Akanishi annoncent leur divorce.

## Filmographie
| Dramas | Dramas    | Dramas                                       | Dramas                          | Dramas                                 |
| Année  | Diffusion | Titre                                        | Rôle                            | Notes                                  |
| ------ | --------- | -------------------------------------------- | ------------------------------- | -------------------------------------- |
| 2004   | Fuji TV   | Medaka                                       | Asuka Yoshizumi                 |                                        |
| 2004   | Fuji TV   | Hontō ni Atta Kowai Hanashi Saigō no Message |                                 | Émission spéciale                      |
| 2005   | TBS       | Koi Suru Nichiyobi                           | Ruka Kashiwagi                  |                                        |
| 2006   | TBS       | Aru Ai no Uta                                |                                 | Émission spéciale, rôle principal      |
| 2007   | TV Asahi  | Byakkotai                                    | Sayoko Asai                     | Émission spéciale                      |
| 2007   | Fuji TV   | Haikei, Chichiue-sama                        | Naomi Karasawa                  |                                        |
| 2007   | TV Asahi  | Seito Shokun!                                | Yūko Sonoi                      | Épisode 1 apparition en tant qu'invité |
| 2008   | NTV       | 1 Pound no Fukuin                            | Sister Angela                   |                                        |
| 2008   | WOWOW     | Tobira wa Tozasareta Mama                    |                                 | Émission spéciale, rôle principal      |
| 2008   | Fuji TV   | Kaze no Garden                               | Rui Shiratori                   |                                        |
| 2008   | TV Asahi  | Danso no Reijin                              | Yoshiko Kawashima (l'âge 14-35) | Émission spéciale, rôle principal      |
| 2009   | Fuji TV   | Chance!                                      | Saori Tamaki                    |                                        |
| 2009   | Fuji TV   | Ninkyo Helper                                | Riko Yomogi                     |                                        |
| 2010   | Fuji TV   | Saigo no Yakusoku                            | Yuriko Niimi                    | Émission spéciale                      |
| 2010   | TBS       | Shinzanmono                                  | Aoyama Ami                      |                                        |
| 2011   | Fuji TV   | Ninkyo Helper SP                             | Yomogi Riko                     |                                        |
| 2011   | Fuji TV   | Shiawase ni narou yo                         | Haruna Yanagisawa               |                                        |
| 2011   | TV Asahi  | Jui                                          | Isaki Motoko                    |                                        |

| Films   | Films                                                 | Films           | Films                                     | Films |
| L'année | Titre                                                 | Rôle            | Notes                                     |       |
| ------- | ----------------------------------------------------- | --------------- | ----------------------------------------- | ----- |
| 2005    | Onaji Tsuki o Miteiru                                 | Emi Sugiyama    |                                           |       |
| 2006    | Kamyu Nante Shiranai                                  | Rei             |                                           |       |
| 2006    | Chakushin Ari: Final                                  | Emily Kusama    |                                           |       |
| 2006    | Tada, Kimi wo Aishiteru                               | Miyuki Toyama   |                                           |       |
| 2007    | Taitei no Ken                                         | Botan           |                                           |       |
| 2007    | Crows Zero                                            | Ruka Aizawa     | Dirigé par Takashi Miike                  |       |
| 2007    | Vexille: 2077 Nihon Sakoku                            | Vexille         | Voice                                     |       |
| 2009    | Dance, Subaru!                                        | Miyamoto Subaru |                                           |       |
| 2009    | Crows Zero 2                                          | Ruka Aizawa     |                                           |       |
| 2009    | Assault Girls                                         | Grey            | Dirigé par Mamoru Oshii                   |       |
| 2010    | Yazima Beauty Salon the Movie: Yume wo Tsukama Nevada | Raspberry       | Mettant en vedette le Yazima Beauty Salon |       |
| 2010    | Space Battleship Yamato                               | Yuki Mori       |                                           |       |
| 2011    | Andalucia : Revenge of the Goddess                    | Yuka Shindo     |                                           |       |
| 2012    | Shinzanmono The Movie                                 | Aoyama Ami      |                                           |       |
| 2014    | Lupin the 3rd                                         | Fujiko Mine     | Dirigé par Ryūhei Kitamura                |       |